# Dufferin-Terrasse

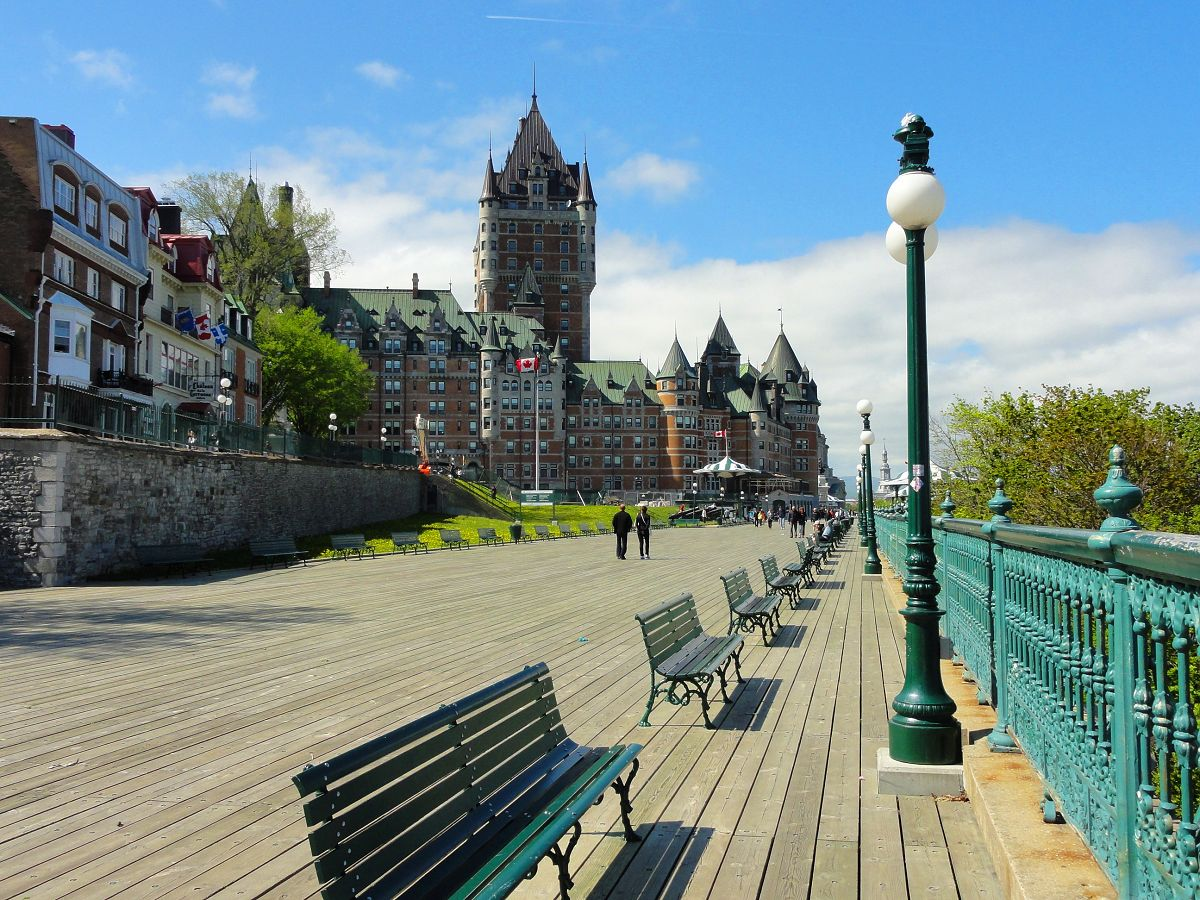
Dufferin-Terrasse mit dem Hotel Château Frontenac im Hintergrund

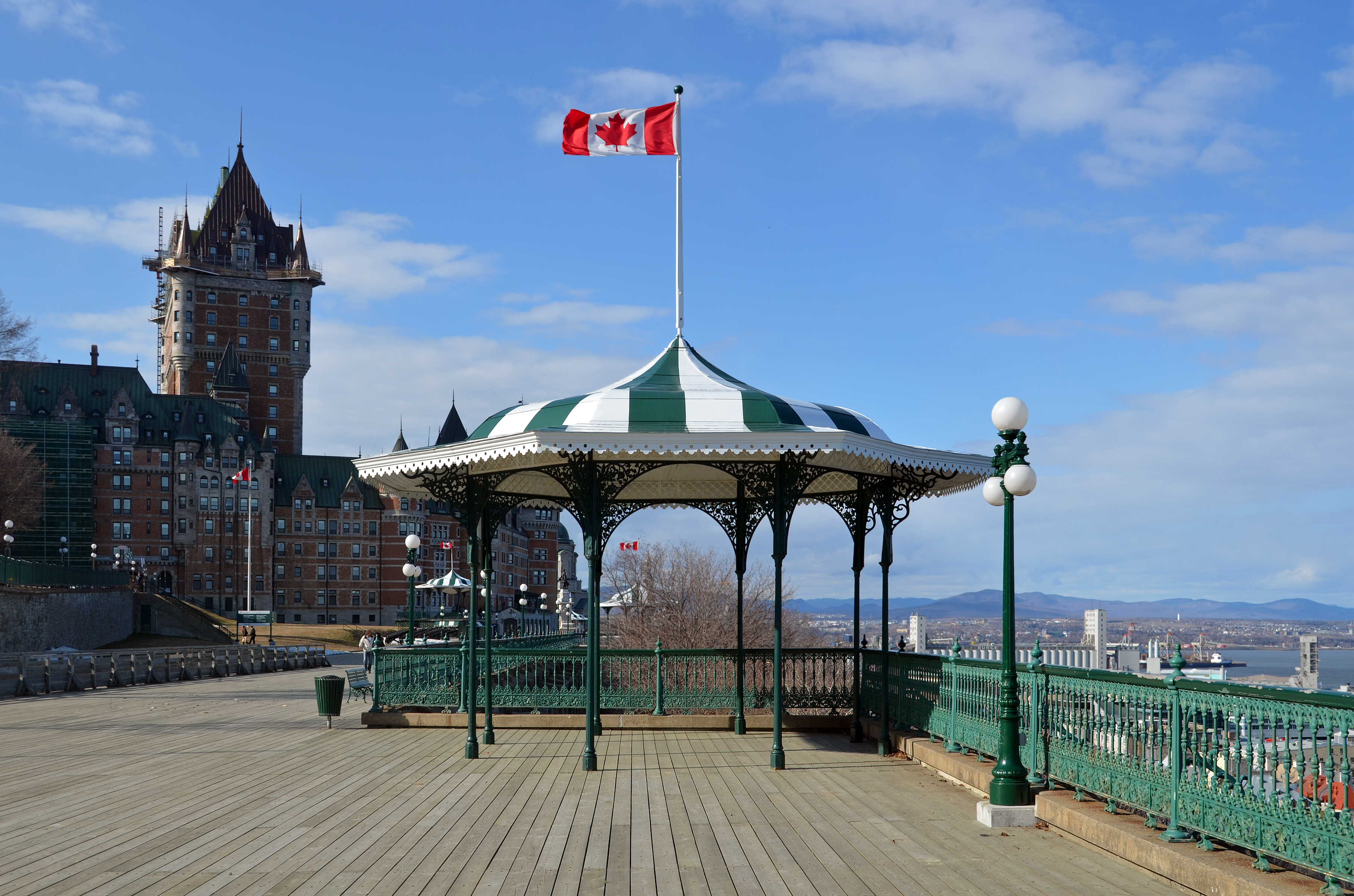
Einer von fünf Pavillons

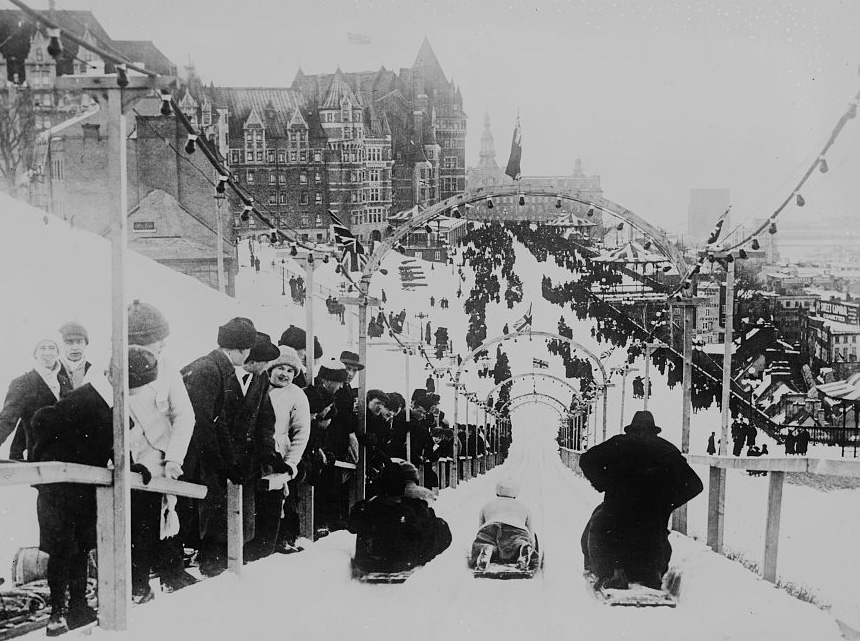
Eisrutschbahn (frühes 20. Jh.)

Die Dufferin-Terrasse (französisch Terrasse Dufferin) ist eine markante Aussichtsterrasse in der kanadischen Stadt Québec. Sie befindet sich in der Oberstadt über dem steil abfallenden Osthang von Cap Diamant und ist dem rund 80 Höhenmeter darunter gelegenen Sankt-Lorenz-Strom zugewandt. Die in den 1870er Jahren errichtete hölzerne Terrasse ist 430 Meter lang, beginnt bei der Zitadelle von Québec und führt in nördlicher Richtung vorbei am Hotel Château Frontenac bis in die Nähe der Place d’Armes. Am nördlichen Ende der Terrasse befindet sich die Bergstation der Funiculaire du Vieux-Québec, einer Standseilbahn in die Unterstadt.

## Geschichte
Als der französische Gouverneur Charles Jacques Huault de Montmagny im Jahr 1648 das Château Saint-Louis errichten ließ, erhielt das schlossähnliche Gebäude eine kleine vorgelagerte Terrasse, auf der Besucher die Aussicht genießen konnten. 1759 wurde sie während der Belagerung von Québec durch britischen Artilleriebeschuss stark beschädigt und erst zwei Jahrzehnte später instand gesetzt. 1834 brannte das Château Saint-Louis vollständig nieder, vier Jahre später ließ Generalgouverneur Lord Durham die Ruinen beseitigen und eine öffentlich zugängliche Aussichtsterrasse anlegen. Die Durham-Terrasse war etwa 50 Meter lang und 15 Meter breit. Im Jahr 1854 wurde sie um 35 Meter verlängert, wobei man zu diesem Zweck die beim Brand verschont gebliebene Dépendance abriss.
Lord Dufferin, der 1872 das Amt des Generalgouverneurs antrat, setzte sich mit Erfolg gegen den kurz zuvor begonnenen Abbruch der Stadttore und weiterer historischer Bauten ein. Zur Verschönerung des Stadtbilds schlug er vor, die Durham-Terrasse um ein Mehrfaches zu verlängern und sie so zu einer Touristenattraktion zu machen. Unter der Leitung von Charles Baillairgé entstand in knapp einjähriger Bauzeit die heutige, nach dem Generalgouverneur benannte Dufferin-Terrasse. Sie wurde am 28. Juni 1879 eröffnet, die Standseilbahn folgte knapp ein halbes Jahr später. 1885 erhielt die Terrasse eine elektrische Beleuchtung, 1894 eröffnete die Canadian Pacific Railway das stadtbildprägende Luxushotel Château Frontenac. Heute gehört die Terrasse zu den beliebtesten Sehenswürdigkeiten der Stadt und wird jährlich von rund zwei Millionen Menschen besucht. In den Wintermonaten ist am südlichen Ende eine rund 250 Meter lange Eisrutschbahn in Betrieb.

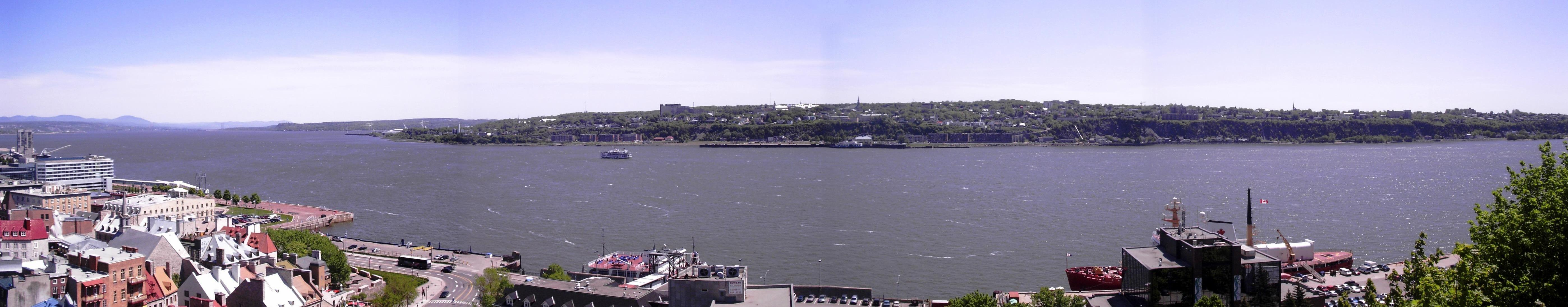
Aussicht von der Terrasse